# Pachychalina alcaloidifera
Pachychalina alcaloidifera är en svampdjursart som beskrevs av Pinheiro, Berlinck och L. Hajdu 2005. Pachychalina alcaloidifera ingår i släktet Pachychalina och familjen Niphatidae. Inga underarter finns listade i Catalogue of Life.